# (6121) Plachinda
(6121) Plachinda (1987 RU3) – planetoida z pasa głównego asteroid okrążająca Słońce w ciągu 3,4 lat w średniej odległości 2,26 j.a. Odkryta 2 września 1987 roku.